# 银河奖作品列表

## 1986年度（首届）
| - 甲等奖 - 《勇士号冲向台风》吴显奎 - 《不要问我从哪里来》缪士 - 《盗窃青春的贼》孔良 - 《青春的眷恋》杨志鹏 - 《远方来客》魏雅华 - 乙等奖 - 《盖尔克敢死队》王水根 - 《死囚之欲》丁宏昌 - 《代人怀孕的姑娘》万焕奎 - 《金魔王》泮云强 - 《偷不走的机器》晓建 - 《冷冻人体俱乐部》李镇 | - 甲等奖 - 《柳暗花明又一“鸡”》迟方 - 《陶博士和电子锁的悲剧》王晓达 - 《失踪的航线》刘兴诗 - 《绿色狂想曲》洪梅 - 《恶梦》黄人俊 - 乙等奖 - 《启动新的节奏》席文举 - 《金亚斌与“NQ”》郁越 - 《白痴》吴岩 - 《梦幻银行》王亚法 - 《禁锢》宋宜昌 - 《神秘的声波》张静 - 《异类》陈鹰 |

## 1988－1989年度（第二届）
- 一等奖
  - 《在时间的铅幕后面》谭笑客

- 优秀作品
  - 《伊甸城的毁灭》资民筠
  - 《别进入禁区》嵇伟
  - 《天火》魏雅华
  - 《我借少女一双眼睛》覃白
  - 《天道》韩松
  - 《遥远的记忆》海子（李晋西）
  - 《遥远的星空》姜云生
  - 《水兽》崔金生
  - 《倩女还魂记》洪梅
  - 《难圆玫瑰梦》绿杨

## 1991年度（第三届）
- 一等奖
  - 《太空修道院》谭力 覃白

- 二等奖
  - 《雾中山传奇》刘兴诗
  - 《一个戊戌老人的故事》姜云生

- 三等奖
  - 《女娲恋》晶静
  - 《火山口上的大脑基地》汪洋啸
  - 《证据》刘继安
  - 《生死第六天》吴岩
  - 《故土难离》金平

## 1992年度（第四届）
- 一等奖（空缺）

- 二等奖
  - 《光恋》何宏伟
  - 《坠入爱河的电脑》征士

- 三等奖
  - 《等你一千年》石坚
  - 《行星巴士》袁英培
  - 《波儿》雷良锜
  - 《遗物钓鲨》绿杨
  - 《梦幻世界》江猎心

## 1993年度（第五届）
| - 一等奖 - 《亚当回归》王晋康 - 二等奖 - 《无际禅师之谜》王志敏 - 三等奖 - 《戴茜救我》柳文扬 - 《雪陆星》牛小哲 - 《电脑魔王》何宏伟 | - 一等奖（空缺） - 二等奖 - 《空战》程国英 - 三等奖 - 《蘑碟》金霖辉 - 《机械兽》胡晓宇 - 《飞碟降落黄星》钟嵘 - 《太空小女神》虞敏 杨俭朴 |

## 1994年度（第六届）
| - 特等奖 - 《天火》王晋康 - 一等奖 - 《平行》何宏伟 - 《朝圣》星河 - 二等奖 - 《智慧病毒》孔斌 - 《丘比特的谬误》袁英培 - 《圣诞礼物》柳文扬 - 三等奖 - 《魔瓶》严安 - 《空中袭击者》绿杨 - 《失去记忆的人》裴晓庆 - 《撞击》孙继华 | - 一等奖 - 《返祖》阿恒 - 二等奖 - 《天鹅湖》金霖辉 - 三等奖 - 1994年第1期《科幻世界》插图 马宁 - 1994年《科幻世界》封面设计 邹萍 |

## 1995年度（第七届）
| - 特等奖 - 《生命之歌》王晋康 - 一等奖 - 《沧桑》吴岩 - 《泪洒鄱阳湖》韩建国 - 二等奖 - 《没有答案的航程》韩松 - 《信使》凌晨 - 《太空抢险》李博逊 - 三等奖 - 《超脑》赵如汉 - 《远古的星辰》苏学军 - 《寂寞长天》村砚 - 《“幽灵”列车》苏晓苑 | - 一等奖 - 《世界之窗》陈颖 - 二等奖 - 《飞碟树》张世君 - 三等奖 - 《狩猎》余舟 - 《杨地人马座》金霖辉 |

## 1996年度（第八届）
- 特等奖
  - 《决斗在网络》星河

- 一等奖
  - 《西奈噩梦》王晋康
  - 《火星尘暴》苏学军

- 二等奖
  - 《网络帝国》宋宜昌 刘继安
  - 《伏羲》江渐离
  - 《我要活下去》刘维佳

- 三等奖
  - 《克隆之城》潘海天
  - 《为了凋谢的花》杨平
  - 《全息传真机》杨冬成
  - 《梦境》李学武

## 1997年度（第九届）
- 特等奖
  - 《黑洞之吻》绿杨

- 一等奖
  - 《七重外壳》王晋康
  - 《桦树的眼睛》赵海虹

- 二等奖
  - 《谁是亚当》周宇坤
  - 《天骄》云翔
  - 《红舞鞋》米兰

- 三等奖
  - 《毒蛇》柳文扬
  - 《猫捉老鼠的游戏》陈兰
  - 《谁胜谁负》王海兵 萧川
  - 《一个老流浪汉的自述》昆鹏

## 1998年度（第十届）
- 特等奖
  - 《豹》王晋康

- 一等奖
  - 《会合第十行星》周宇坤
  - 《猫》凌晨

- 二等奖
  - 《MUD—黑客事件》杨平
  - 《高塔下的小镇》刘维佳
  - 《风之子》高薇嘉

- 三等奖
  - 《时间的彼方》赵海虹
  - 《这一刻用尽一生》凌远
  - 《飞越海峡的鸽子》何海江 饶骏
  - 《偃师传说》潘海天

## 1999年度（第十一届）
- 特等奖
  - 《伊俄卡斯达》赵海虹

- 一等奖
  - 《带上她的眼睛》刘慈欣
  - 《异域》何夕

- 二等奖
  - 《黑暗中归来》潘海天
  - 《笑吧，朋友》唐晓鹏
  - 《潮啸如枪》星河

- 三等奖
  - 《心灵密约》周宇坤
  - 《来自远古》于向昀
  - 《超越永恒》李梦吟
  - 《心歌魅影》王麟

## 2000年度（第十二届）
- 特等奖
  - 《流浪地球》刘慈欣

- 一等奖
  - 《橱窗里的荷兰赌徒》李兴春
  - 《爱别离》 何夕

- 二等奖
  - 《日落了，却没人写诗》陈位昊
  - 《我想回桂林》黄孟西
  - 《三十六亿分之一》姚鹏博

- 三等奖
  - 《异手》赵海虹
  - 《一线天》柳文扬
  - 《深渊：十万年后我们的真实生活》小青
  - 《邮差》王亚男

## 2001年度（第十三届）
- 银河奖
  - 《全频带阻塞干扰》 刘慈欣
  - 《替天行道》 王晋康
  - 《大角，快跑》 潘海天
  - 《蜕》 赵海虹
  - 《盗墓》 王亚男

- 读者提名奖
  - 《乡村教师》 刘慈欣
  - 《废墟》 失落的星辰
  - 《诡础》 王亚男
  - 《心中的香格里拉》 韩治国
  - 《棋谱》 李忆仁
  - 《是谁长眠在此》 柳文扬
  - 《来看天堂》 刘维佳
  - 《故乡的云》 何夕
  - 《战神初航》 北辰
  - 《薰衣草》 杨玫

## 2002年度（第十四届）
- 银河奖
  - 《六道众生》何夕
  - 《中国太阳》刘慈欣
  - 《水星播种》王晋康
  - 《马姨》ShakeSpace
  - 《日光镇》杨玫

- 读者提名奖
  - 《朝闻道》刘慈欣
  - 《吞食者》刘慈欣
  - 《一日囚》柳文扬
  - 《西天》程婧波
  - 《生存实验》王晋康
  - 《瘟疫》燕垒生
  - 《宝贝宝贝我爱你》赵海虹
  - 《植花演义》赵永光
  - 《饥不择食》李嚣
  - 《天下之水》韩松

## 2003年度（第十五届）
- 银河奖
  - 《伤心者》何夕
  - 《地球大炮》刘慈欣

- 最佳新人奖
  - 《春日泽·云梦山·仲昆》拉拉
  - 《寄生之魔》罗隆翔

- 读者提名奖
  - 《饿塔》潘海天
  - 《唯美》未明小痴
  - 《诗云》刘慈欣
  - 《山海间》罗隆翔
  - 《思想者》刘慈欣

## 2004年度（第十六届）
- 银河奖
  - 《镜子》 刘慈欣
  - 《关妖精的瓶子》 夏笳

- 特别奖
  - 《天意》 钱莉芳

- 最受欢迎的外国科幻作家
  - [美]洛伊斯·比约德

- 读者提名奖
  - 《审判日》 何夕
  - 《异天行》 罗隆翔
  - 《圆圆的肥皂泡》 刘慈欣
  - 《冰上海》 呼呼
  - 《潜入贵阳》 凌晨

## 2005年度（第十七届）
- 银河奖
  - 《赡养人类》 刘慈欣
  - 《天生我材》 何夕

- 最佳新人奖
  - 《深度撞击》 谢云宁

- 最受欢迎的外国科幻作家
  - [英]达格拉斯·亚当斯

- 读者提名奖
  - 《一生的故事》 王晋康
  - 《卡门》 夏笳
  - 《情尽桥》 燕垒生
  - 《寂静之城》 马伯庸
  - 《天堂里没有地下铁》 韩松

## 2006年度（第十八届）
- 特别奖
  - 《三体》 刘慈欣

- 杰出奖
  - 《终极爆炸》 王晋康
  - 《昆仑》 长铗

- 最受欢迎的外国科幻作家
  - [加拿大]罗伯特·索耶

- 读者提名奖
  - 《上校的军刀》 韩文轩
  - 《我是谁》 何夕
  - 《废楼十三层》 柳文杨
  - 《归者无路》 迟卉
  - 《囚魂曲》 罗隆翔

## 2007年度（第十九届）
| - 科幻小说奖 - 《永不消失的电波》 拉拉 - 《674号公路》 长铗 - 《在他乡》 罗隆翔 - 美术作品奖 - 《科幻世界》2007年第2期封面 李涛 - 最受欢迎的外国科幻作家奖 - [英]尼尔·盖曼 - 读者提名奖 - 《泡泡》 王晋康 - 《假设》 何夕 - 《天雷无妄》 燕垒生 - 《祖母家的夏天》 郝景芳 - 《后冰川时代纪事》万象峰年 | - 长篇（空缺） - 中篇 - 《我是一只猫精Ⅱ》小狼 - 短篇 - “江湖异闻录”系列（本少爷） |

## 2008年度（第二十届）
| - 杰作奖 - 《扶桑之伤》 长铗 - 优秀奖 - 《永夏之梦》 夏笳 - 《活着》 王晋康 - 美术作品奖 - 《科幻世界》2008年第八期封面画 李涛 - 最受欢迎的外国科幻作家奖 - [英]尼尔·盖曼 - 读者提名奖 - 《虫巢》 迟卉 - 《基因源》 冯原 - 《袋鼠》 林川 - 《湿婆之舞》 江波 - 《玻璃迷宫》 尹冰峰 | - 长篇 - 《天行健·创世纪》燕垒生 - 中篇 - 《天下第一关》飘灯 - 短篇 - 《红绡》井上三尺 |

## 2009年度（第二十一届）
| - 杰作奖 - 《时空追缉》 江波 - 优秀奖 - 《有关时空旅行的马龙定律》 王晋康 - 《十亿年后的来客》 何夕 - 美术作品奖 - 《科幻世界》2009年第二期封面画 梁科栋 - 最受欢迎的外国科幻作家奖 - [美]乔治·马丁 - 读者提名奖 - 《屠龙之技》 长铗 - 《胎动之星》 叶星曦 - 《达尔文的夜莺》 甘泉 - 《抽签佯谬》 进麦 - 《绿岸山庄》 韩松 | - 长篇 - 《大炼金时代》ShakeSpace - 中篇 - 《红龙》百里芜虚 - 短篇 - 《游仙记》东海龙女 |

## 2010年度（第二十二届）
| （注：日期为文章在《科幻世界》上发表期刊） - 银河奖特别奖 - 《三体III：死神永生》 刘慈欣 - 杰作奖 - 《人生不相见》 何夕 2010.12 - 优秀奖 - 《百年守望》 王晋康 2010.10 - 《百鬼夜行街》 夏笳 2010.8 - 读者提名奖 - 《伪人算法》 迟卉 2010.5 - 《双生忆》 五十弦 2010.1 - 《昔日玫瑰》 长铗 2010.11 - 《笼中乌鸦》 崖小暖 2010.6 - 《永夜之星》 叶星曦 2010.6 - 受欢迎的外国作家奖 - [美]乔治·马丁 - 美术作品奖 - 《安娜的花》 梁科栋 2010.10 | - 长篇 - 《烟花救赎下的影子信仰》易别景 - 中篇 - 《异能培训》公子木 - 短篇 - 《阁楼上的天光猫》本少爷 |

## 2011年度（第二十三届）
| - 银河奖特别奖 - 《与吾同在》 王晋康 - 优秀奖 - 《无尽的告别》陈楸帆 2011.11 - 《雷峰塔》因可觅 2011.12 - 《第九站的诗人》刘水清 2011.09 - 提名奖 - 《杀死一个科幻作家》夏笳 2011.12 - 《永别了，舰队》叶星曦 2011.01 - 《村庄里的高塔》罗隆翔 2011.04 - 《您好，异星人陪聊》廖舒波 2011.03 - 《伶盗龙复活计划》汪彦中 2011.05 - 美术奖 - 《科幻世界》2011年第九期封面 李双跃 - 最受欢迎的外国科幻作家 - [美]保羅·巴奇加盧比（《发条女孩》） | - 长篇 - 《地火明夷》燕垒生 - 中篇 - 《凯威莱城堡》秋瞳 - 短篇 - 《狂奔如斯》竞天泽 |

## 2012年度（第二十四届）
- 银河奖杰作奖
  - 《以太》，张冉

- 优秀奖
  - 《汪洋战争》，何夕
  - 《在冥王星上我们坐下来观看》，宝树

- 读者提名奖
  - 《犹在镜中》，陈楸帆
  - 《移魂有术》，江波
  - 《大地的裂痕》，迟卉
  - 《绿海迷踪》，墨熊
  - 《症候》，汪彦中

- 美术奖
  - 《科幻世界》2012年第三期封面，高灵

- 最受欢迎的外国科幻作家
  - [美]大卫·布林（《陶偶》）

## 2013年度（第二十五届）
| - 最佳短篇小说奖 - 《梦醒黄昏》，江波 - 《老年时代》，韩松 - 《收割童年》，阿缺 - 最佳中篇小说奖 - 《起风之城》，张冉 - 最佳长篇小说奖 - 《逃出母宇宙》，王晋康 - 最佳新人奖 - 陈梓钧 - 最佳翻译奖 - 《女巫复仇记》，胡姝，原著：[英]特里·普拉切特 - 最佳美术奖 - 刘军威 | - 最佳编辑奖 - 杨枫 - 最受欢迎外国科幻作家 - [美]刘宇昆 - 最佳原创图书奖 - 《逃出母宇宙》，王晋康，四川科技出版社 - 最佳引进图书奖 - 《差分机》，[美]布鲁斯·斯特林/[美]威廉·吉布森 著，雒城 译，新星出版社 - 最佳相关图书奖 - 《飞翔吧！大清帝国：近代中国的幻想与科学》，[日]武田雅哉 著，任钧华 译，北京联合出版公司 - 最佳幻想类科幻游戏奖 - 《银河传说》，尼毕鲁科技 - 最佳原创剧本奖 - 《来自星星的Honey》，莫小琪/陈润艳 |

## 2014年度（第二十六届）
| - 最佳长篇小说奖（空缺） - 最佳中篇小说奖 - 《大饥之年》，张冉 - 《人人都爱查尔斯》，宝树 - 最佳短篇小说奖 - 《卡文迪许陷阱》，陈梓钧 - 《打印一个新地球》，吴岩 - 《金陵十二区》，桂公梓 - 最佳新人奖 - 索何夫 - 最佳美术奖 - 王安妮 - 最佳编辑奖 - 杨枫 - 杨国梁 | - 最佳图书奖 - 《宇宙墓碑》，韩松，上海人民出版社 - 最佳引进图书奖 - 《新日之书》，[美]吉恩·沃尔夫 著，栾杰 译，新星出版社 - 最佳相关图书奖 - 《未来考古学：乌托邦欲望和其他科幻小说》，[美]弗雷德里克·詹姆逊 著，吴静 译，译林出版社 - 最受欢迎外国作家奖 - [美]刘宇昆 - 科幻功勋奖 - 刘慈欣 |

## 2015年度（第二十七届）[1]
| - 最佳长篇小说 - 《天年》何夕，四川文艺出版社 - 最佳中篇小说 - 《太阳坠落之时》张冉 - 《机器之道》江波 - 最佳短篇小说 - 《晚安忧郁》夏笳 - 《巴鳞》陈楸帆 - 《应许之子》犬儒小姐 - 最佳新人奖 - 犬儒小姐 - 最佳美术奖 - 鲨鱼丹 - 最佳翻译奖 - 孙加 - 最佳编辑奖 - 李克勤（科幻世界杂志社） - 宋齐（四川科学技术出版社） | - 最佳原创图书奖 - 《刘慈欣科幻短篇小说集》四川科学技术出版社 - 最佳引进图书奖 - 《基里尼亚加》，[美]迈克·雷斯尼克 著，汪梅子 译，四川科学技术出版社 - 《火星救援》，[美]安迪·威尔 著，陈灼 译，译林出版社 - 最佳相关图书奖 - 《〈三体〉中的物理学》，李淼 著，四川科学技术出版社 - 最受欢迎外国作家奖 - [美]格雷格·贝尔 - 最佳科幻游戏 - 《雷霆战机》腾讯游戏 - 特别功勋奖 - 杨潇 - 谭楷 |

## 2016年度（第二十八届）[2]
| - 最佳长篇小说奖 - 《银河之心Ⅲ·逐影追光》，江波 - 最佳中篇小说奖 - 《闪耀》，陈梓钧 - 《电魂》，犬儒小姐 - 最佳短篇小说奖 - 《浮生》，何夕 - 《铁月亮》，夏笳 - 《莫比乌斯时空》，顾适 - 最佳新人奖 - 钛艺 - 最佳美术奖 - 《科幻世界·译文版》5期 封面，兰世韬 - 最受欢迎外国作家奖 - [美]迈克尔•雷斯尼克 - 最佳原创图书奖 - 《天父地母》，王晋康，四川科学科技出版社 | - 最佳引进图书奖 - 《量子窃贼》，[芬兰]哈努·拉贾涅米 著，胡纾 译，四川科学科技出版社 - 《雷•布拉德伯里短篇自选集》，[美国]雷•布拉德伯里 著，新星出版社 - 最佳相关图书奖 - 《外星人的手指有多长：世界经典科幻电影评论集》，西夏，四川科学技术出版社 - 最佳编辑奖 - 李克勤 - 邹禾 - 最佳科幻翻译奖（空缺） - 最佳网络文学奖 - 《重生之超级战舰》，彩虹之门 - 最佳改编文艺作品奖 - 《舞台剧》 - 最佳科幻游戏奖 - 《星盟冲突》 - 最佳科幻团体奖 - 四川大学科幻协会 |

## 2017年度（第二十九届）[3]
| - 最佳长篇小说奖（空缺） - 最佳中篇小说奖 - 《画骨》，谷第 - 《死亡之森》，彭超 - 最佳短篇小说奖 - 《天图》，王晋康 - 《扑火》，白乐寒 - 《云鲸记》，阿缺 - 最佳新人奖 - 王诺诺 - 最佳网络文学奖 - 《深空之下》，俞豪逸 - 最佳原创图书奖 - 《驱魔》，韩松，上海文艺出版社 - 最佳引进图书奖 - 《记忆裂痕：菲利普·迪克短篇小说全集1》，[美]菲利普·迪克 著，于娟娟 译，四川科学技术出版社 - 《编码宝典》，[美]尼尔·斯蒂芬森 著，刘思含/韩阳 译，新星出版社 | - 最佳相关图书奖 - 《追梦人——四川科幻口述史》，侯大伟/杨枫 主编，四川人民出版社 - 最佳翻译奖 - 朱佳文 - 最佳美术奖 - 《科幻世界》2017年第1期封面，赵恩哲 - 最受欢迎外国作家奖 - [英]理查德·摩根 - 最佳科幻游戏奖 - 《王者荣耀》，腾讯游戏 - 最佳科幻团体奖 - 四川大学科幻协会 - 重庆大学科幻协会 |

## 2018年度（第三十届）[4]
| - 最佳长篇小说奖 - 《机器之门》，江波 - 最佳中篇小说奖 - 《赌脑》，顾适 - 最佳短篇小说奖 - 《大地的年轮》，孔欣伟 - 《成都往事》，宝树 - 《宋秀云》，阿缺 - 最佳新人奖 - 杨晚晴 - 最佳翻译奖 - 胡纾（《龙蛋》，[美]罗伯特·福沃德 著，四川科学技术出版社） - 最佳美术奖 - 《月海沉船》封面，郭建 - 最受欢迎外国作家奖 - [美]伊恩·特里吉利斯 - 最佳编辑奖 - 魏映雪 - 最佳微小说奖 - 一等奖 - 《星空捕梦人》，概率微笑 - 《相对永恒》，灰狐 - 二等奖 - 《新世界》，陈虹羽 - 《赎身》，杨晚晴 - 《茉莉的短讯》，毛植平 - 三等奖 - 《斗犬》，修新羽 - 《它的回忆》，迦辽 - 《快乐的马赛克》，克莱因颠 - 《爱的涅槃》，唐剑威 - 《气泡》，刘小震云 - 最佳原创图书 - 《异乡人》，E伯爵，四川科学技术出版社 - 《残次品》，Priest，江苏凤凰文艺出版社 - 最佳引进图书奖 - 《少数派报告：菲利普·迪克短篇小说全集IV》，[美]菲利普·迪克 著，郝秀玉 译，四川科学技术出版社 - 《七夏娃》，[美]尼尔·斯蒂芬森 著，陈岳辰 译，中信出版社 - 最佳相关图书奖 - 《在其他的世界：科幻小说与人类想象》，[加拿大]玛格丽特·阿特伍德 著，蔡希苑/吴厚平 译，河南大学出版社 - 最佳网络文学奖 - 《死在火星上》，天瑞说符 | - 最佳改编作品奖 - 《流浪地球》 - 最佳科幻游戏奖 - 《末日远征》，成都爱迪科信科技有限公司 - 最佳科幻团体奖 - 武汉大学科幻协会 - 清华大学科幻协会 - 四川大学科幻协会 - 成都理工大学科幻协会 - 最佳科幻渠道奖 - 京东图书 - 四川文轩在线电子商务有限公司 - 当当网 - 博库数字出版传媒集团有限公司 - 终身成就奖 - 杨潇 - 王晋康 - 特别贡献奖 - 阿来 - 姚海军 - 科幻世界40周年友谊勋章 - 岩上治 - 吴岩 - 特别纪念勋章 - 叶永烈 - 刘兴诗 - 谭楷 - 同舟共济勋章 - 重庆云清书店 - 银河科幻名人堂·荣誉证书 - 刘慈欣 - 科幻微电影奖 - 最佳微电影奖：《人体快递》团队 - 最佳微电影导演奖：胡戈——《人体快递》 - 最佳微电影男主角奖：李晨浩——《人体快递》 - 最佳微电影女主角奖：王欣雨——《迷失的一半》 - 最佳微电影改编奖：董晴雪——《灭世仪》 - 最佳微电影美术奖：王天佐、邢志伟——《十六》 - 最佳微电影音乐奖：廖家文——《图灵测试》 - 最佳微电影摄影奖：任信国——《十六》 |

## 2019年度（第三十一届）[5]
| - 最佳长篇小说奖（空缺） - 最佳中篇小说奖 - 《我们的科幻世界》，宝树 - 《永劫之境》，陈虹羽 - 《双旋》，七月 - 最佳短篇小说奖 - 《涂色世界》，慕明 - 《火花Hibana》，钛艺 - 《提托诺斯之谜》，分形橙子 - 《三位一体》，灰狐 - 《优雅的叠加》，刘艳增 - 最佳新人奖 - 分型橙子（《提托诺斯之谜》） - 未末（《无人驾控》） - 最佳翻译奖 - 孙加（《神圣秘密》，原著：[美]菲利普·迪克） - 最佳美术奖 - 《科幻世界·译文版》2019年第1期期封面，九代火影 - 最受欢迎外国作家奖 - [日]上田早夕里（《寻梦芦笛》） | - 最佳编辑奖 - 李鑫 - 陈曜 - 最佳网络文学奖 - 《千年回溯》，火中物 - 最佳原创图书 - 《宇宙晶卵》，王晋康，四川科学技术出版社 - 《人生算法》，陈楸帆，中信出版集团 - 最佳引进图书奖 - 《龙蛋》，[美]罗伯特·福沃德，四川科学技术出版社 - 最佳相关图书奖 - 《〈三体〉秘密》，田加刚，四川科学技术出版社 - 《科幻编年史》，[英]盖伊·哈雷，中国画报出版社 - 最佳科幻团体奖 - 中国人民大学科学幻想协会 - 北邮斡微科幻协会 - 西南交通大学科幻协会 |

## 2020年度（第三十二届）[6][7]
注：受新冠疫情影响，本届颁奖典礼改为线上举办。此次首度增设“少儿科幻”板块。
| - 最佳长篇小说奖 - 《穿越土星环》，谢云宁，四川科学技术出版社 - 最佳中篇小说奖 - 《去他的时间尽头》，程婧波（刊载于《科幻世界》2020年07期-08期） - 《隐形时代》，滕野（刊载于《科幻世界》2020年11期-12期） - 最佳短篇小说奖 - 《莱布尼兹的箱子》，李维北 - 《生而为人》，彭超 - 《传译》，张蜀 - 《还魂》，任青 - 《归来之人》，杨晚晴 - 最佳原创图书奖 - 《想象是灵魂的眼睛》，刘慈欣等 著，拉兹 主编，四川科学技术出版社 - 《星云X：忒弥斯》，江波/阿缺/许刚/鲁般 著，姚海军 主编，四川科学技术出版社 - 最佳引进图书奖 - 《紫与黑：K.J.帕克短篇小说集》，[英]K.J.帕克 著，沈恺宇等 译，四川科学技术出版社 - 《惊奇：科幻黄金时代四巨匠》，[美]亚历克·内瓦拉-李 著，孙亚南 译，北京理工大学出版社 - 最佳相关图书奖 - 《星渊彼岸》，赵恩哲 著，人民邮电出版社 - 《神圣入侵：菲利普·迪克的一生》， [美]劳伦斯·萨廷 著，陈灼 译，四川科学技术出版社 - 最佳翻译奖 - 《星髓》，加耶 译，[美]罗伯特·里德 著，四川科学技术出版社 - 《神圣入侵：菲利普·迪克的一生》，陈灼 译，[美]劳伦斯·萨廷 著，四川科学技术出版社 - 最佳网络科幻小说奖 - 《我们生活在南京》，天瑞说符 - 最佳少儿科幻短篇奖 - 《猿猱欲度》，陈敬 - 《疯狂的校车》，徐东泽 - 《永恒之夏》，彭柳蓉 - 最佳少儿科幻画 - 《科幻世界·少年版》2020年3期 封面，作者：海哥插画 孙海鑫 | - 最佳新人奖 - 白贲 - 鲁般 - 最受欢迎外国科幻作家 - [美]罗伯特·里德 - 最佳编辑奖 - 汪旭 - 最佳美术奖 - 《科幻世界·译文版》2020年08期 封面，作者：谢春治 - 最佳科幻社团奖 - 四川大学科幻协会 - 西南财经大学科幻协会 - 银河奖微电影单元（联想集团特别支持） - 最佳科幻微电影（空缺） - 微电影单项奖 - 最佳创意奖：《天使环》 - 最佳剧本奖：《阿迪力和他的火星朋友》 - 最佳导演奖：《益智问答》（导演：张龙） - 最佳音乐奖：《和平商店》 - 最佳人气奖：《益智问答》 - 最佳剪辑奖（空缺） - 最佳改编奖：《强度测试》 - 最佳摄影奖（空缺） - 最佳视觉奖（空缺） - 最佳科幻游戏奖 - 《戴森球计划》， 重庆柚子猫工作室 - 最佳科幻改编作品奖 - 有声剧《第三类死亡》，万物声学出品，原著：宋欣颖 |

## 第三十三届
2023年3月25日，第33届中国科幻银河奖颁奖典礼在四川省雅安市荥经县举行。本届最佳长篇小说奖空缺，增设最具改编潜力奖、最佳科幻渠道奖。

| - 最佳长篇小说奖（空缺） - 最佳中篇小说奖 - 《新贵》（鲁般，收录于《星云XI：见字如面》） - 《末日独白》（东方晓灿，刊载于《科幻世界》2021年6期） - 最佳短篇小说奖 - 《图灵大排档》（王诺诺） - 《灵隐寺僧》（夏笳） - 《龙门阵》（贾煜） - 《2039∶脑机时代》（阿缺） - 《一生都在吹泡泡的人》（谢云宁） - 最佳原创图书奖 - 《归来之人：杨晚晴中短篇科幻小说集》（杨晚晴 著，四川科学技术出版社） - 《她：中国女性科幻作家经典作品集》（程婧波 主编，中国广播影视出版社） - 《泰坦无人声》（天瑞说符 著，北京联合出版公司） - 最佳引进图书奖 - 《造星主》（[英]威廉・斯特普尔顿 著；宝树 译，四川科学技术出版社） - 《挽救计划》（[美]安迪・威尔 著；耿辉 译，译林出版社） - 最佳相关图书奖 - 《赛博朋克 2077：创伤小组》（[美]卡伦・邦恩 著，[西]米格尔・巴尔德拉马 绘；赵伟轩 译，四川科学技术出版社） - 《“现代”与“未知”：晚清科幻小说研究》（贾立元 著，北京大学出版社） - 最佳少儿科幻短篇奖 - 《最后的同行者》（纪达虏） - 《异频世界》（贺欣） - 《超级英雄》（曹小丹） - 最佳少儿科幻画奖 - 《科幻世界・少年版》202104 期封面（孙海鑫） | - 最佳新人奖 - 任青 - 最受欢迎外国作家奖：[日]梶尾真治 - 最佳翻译奖：《造星主》（[英]威廉・斯特普尔顿 著；宝树 译，四川科学技术出版社） - 最佳网络科幻小说奖：《深海余烬》（远瞳） - 最佳美术奖：《科幻世界・译文版》202105 期封面（兰世韬） - 最佳科幻社团奖 - 华中师范大学科幻协会 - 哈尔滨工业大学思飞科幻社 - 最具改编潜力奖 - 《灵境行者》（卖报小郎君） - 《夜的命名术》（会说话的肘子） - 《图灵大排档》（王诺诺） - 《新贵》（鲁般） - 最佳科幻渠道奖 - 京东图书 - 当当网 - 四川文轩在线电子商务有限公司 - 博库数字出版传媒集团有限公司 - 星之所在科幻书店 |

## 第三十四届
2023年10月19日，在2023成都世界科幻大会期间，第34届中国科幻银河奖颁奖典礼在四川省成都市郫都区举行。本届最佳长篇小说奖空缺，增设“中国科幻国际传播奖”，典礼上还颁发了“中国（成都）国际科幻大会·中国科幻国际交流功勋勋章”。

| - 最佳长篇小说奖（空缺） - 最佳中篇小说奖 - 《和故事有关的故事》（张潇，《科幻世界》2022年5期） - 《笛卡尔之妖》（分形橙子，《星云XII：笛卡尔之妖》） - 《塔》（杨晚晴，《星云XII：笛卡尔之妖》） - 最佳短篇小说奖 - 《鄢红》（杨健，2022年4期） - 《白头雀》（杨健，2022年6期） - 《看不见的云》（[加拿大]孔欣伟，2022年11期） - 《弃日无痕》（任青，2022年2期） - 《命悬一线》（江波，2022年1期） - 最佳新人奖 - 贾煜 - 最佳翻译奖 - 春喜：《如果我们无法以光速前行》（原著：[韩]金草叶，四川科学技术出版社） - 最佳美术奖 - 《科幻世界》2022年7期封面，作者：黄钦 - 最受欢迎外国作家奖 - [韩]金草叶，《如果我们无法以光速前行》（春喜译，四川科学技术出版社） - 最佳网络文学奖 - 《隐秘死角》（滚开） - 最佳原创图书 - 《我们的科幻世界：宝树中短篇科幻小说集》（宝树，四川科学技术出版社） - 《我的治愈系游戏》（我会修空调，华中科技大学出版社） | - 最佳引进图书奖 - 《爱，死亡和机器人》（[美]刘宇昆等，译林出版社） - 《鸠笛草》（[日]宫部美雪，四川科学技术出版社） - 最佳国际传播奖 - [意]弗朗西斯科·沃尔索 - 最佳相关图书奖 - 《对马岛之魂艺术设定集》（突袭游戏工作室，海南出版社） - 《20世纪中国科幻小说史》（吴岩，北京大学出版社） - 最佳科幻团体奖 - 华中农业大学科幻协会 - 西南交通大学科幻协会 - 最佳科幻渠道奖 - 京东图书 - 当当网 - 四川文轩在线电子商务有限公司 - 博库数字出版传媒集团有限公司 - 最佳少儿科幻短篇奖 - 《一只蝴蝶的自述》（贾煜，2022年4-5期） - 《被阻止的考试日》（慢慢侠，2022年6期） - 《家园》（逯金铭，2022年9期） - 最佳少儿科幻画 - 《科幻世界·少年版》2022年10期封面，作者：孙海鑫 |